# Senta longipennis
Senta longipennis là một loài bướm đêm trong họ Noctuidae.